# Galliate Lombardo
Galliate Lombardo är en ort och kommun i provinsen Varese i regionen Lombardiet i Italien. Kommunen hade 994 invånare (2018).